# H2O: Just Add Water
H2O: Just Add Water er et soundtrack, der udkom i 2007 til serien af samme navn. Alle sange er sunget af Kate Alexa.

## Trackliste
| 1.  | "Ordinary Girl" (Kate Alexa)      | Shelly Rosenberg                           |  | 3:15 |
| 2.  | "Where We Belong" (Kate Alexa)    | Kate Alexa, Anthony Egizii, David Musumeci |  | 3:35 |
| 3.  | "Tonight" (Kate Alexa)            | Alexa, Egizii, Musumeci                    |  | 3:25 |
| 4.  | "Waiting Here" (Kate Alexa)       | Alexa, Egizii, Musumeci                    |  | 3:32 |
| 5.  | "Somebody Out There" (Kate Alexa) | Alexa, Egizii, Musumeci                    |  | 3:09 |
| 6.  | "You're Everything" (Kate Alexa)  | Alexa, Egizii, Musumeci                    |  | 3:32 |
| 7.  | "I Let Go" (Kate Alexa)           | Alexa, Marr, Page                          |  | 4:01 |
| 8.  | "Another Now" (Kate Alexa)        | Alexa, Egizii, Musumeci                    |  | 3:29 |
| 9.  | "Help Me Find a Way" (Kate Alexa) | Alexa, Egizii, Musumeci                    |  | 4:20 |
| 10. | "Nobody Knows" (Kate Alexa)       | Alexa, Egizii, Musumeci                    |  | 3:33 |
| 11. | "I Won't Walk Away" (Kate Alexa)  | Alexa, Egizii, Musumeci                    |  | 3:59 |
| 12. | "We Are Together" (Kate Alexa)    | Alexa, Egizii, Musumeci                    |  | 3:26 |
| 13. | "Feel It Too" (Kate Alexa)        | Alexa, Egizii, Musumeci                    |  | 3:03 |
| 14. | "Way to the Top" (Kate Alexa)     | Alexa, Egizii, Musumeci                    |  | 2:51 |
| 15. | "Falling Out" (Kate Alexa)        | Alexa, Egizii, Musumeci                    |  | 3:17 |

| Musik | Spire Denne musikartikel er en spire som bør udbygges. Du er velkommen til at hjælpe Wikipedia ved at udvide den. |